# Victoria Alonso
Victoria Alonso (La Plata, 22 dicembre 1965) è una produttrice cinematografica argentina che lavorava per la Walt Disney Pictures e i Marvel Studios.
Era inoltre vice-presidente dei Marvel Studios, prima di lasciarli definitivamente dopo 17 anni di carriera.

## Biografia
Prima di approdare alla Marvel nel 2005 ha maturato esperienze in Sony, DreamWorks, Paramount e Fox. Era inoltre vice-presidente dei Marvel Studios, prima di lasciarli definitivamente dopo 17 anni di carriera.

## Filmografia

### Cinema

#### Produttrice
- Argentina, 1985, regia di Santiago Mitre (2022)

#### Produttrice esecutiva
- Iron Man, regia di Jon Favreau (2008)
- Iron Man 2, regia di Jon Favreau (2010)
- Thor, regia di Kenneth Branagh (2011)
- Captain America - Il primo Vendicatore, regia di Joe Johnston (2011)
- The Avengers, regia di Joss Whedon (2012)
- Iron Man 3, regia di Shane Black (2013)
- Thor: The Dark World, regia di Alan Taylor (2013)
- Captain America: The Winter Soldier, regia di Anthony e Joe Russo (2014)
- Guardiani della Galassia, regia di James Gunn (2014)
- Avengers: Age of Ultron, regia di Joss Whedon (2015)
- Ant-Man, regia di Peyton Reed (2015)
- Captain America: Civil War, regia di Anthony e Joe Russo (2016)
- Doctor Strange, regia di Scott Derrickson (2016)
- Guardiani della Galassia Vol. 2, regia di James Gunn (2017)
- Spider-Man: Homecoming, regia di Jon Watts (2017)
- Thor: Ragnarok, regia di Taika Waititi (2017)
- Black Panther, regia di Ryan Coogler (2018)
- Avengers: Infinity War, regia di Anthony e Joe Russo (2018)
- Captain Marvel, regia di Anna Boden e Ryan Fleck (2019)
- Avengers: Endgame, regia di Anthony e Joe Russo (2019)
- Spider-Man: Far from Home, regia di Jon Watts (2019)
- Black Widow, regia di Cate Shortland (2021)
- Doctor Strange nel Multiverso della Follia regia di Sam Raimi (2022)
- Thor: Love and Thunder, regia di Taika Waititi (2022)
- Black Panther: Wakanda Forever, regia di Ryan Coogler (2022)
- Guardiani della Galassia Vol. 3, regia di James Gunn (2023)
- The Marvels, regia di Nia DaCosta (2023)

### Televisione

#### Produttrice esecutiva
- WandaVision (2021) – serie TV
- The Falcon and the Winter Soldier (2021) – serie TV
- Loki (2021) –  serie TV
- What If...? (2021) – serie TV
- Hawkeye (2021) – serie TV
- Moon Knight (2022) – serie TV
- She-Hulk: Attorney At Law (2022) – serie TV
- Ms. Marvel (2022) – serie TV
- I Am Groot - (2022) serie animata
- Licantropus (2022) - film TV
- Guardiani della Galassia Holiday Special (2022) - film TV
- Secret Invasion (2023) – serie TV
- X-Men '97 (2024) – serie TV